# 販妻 (英格蘭)

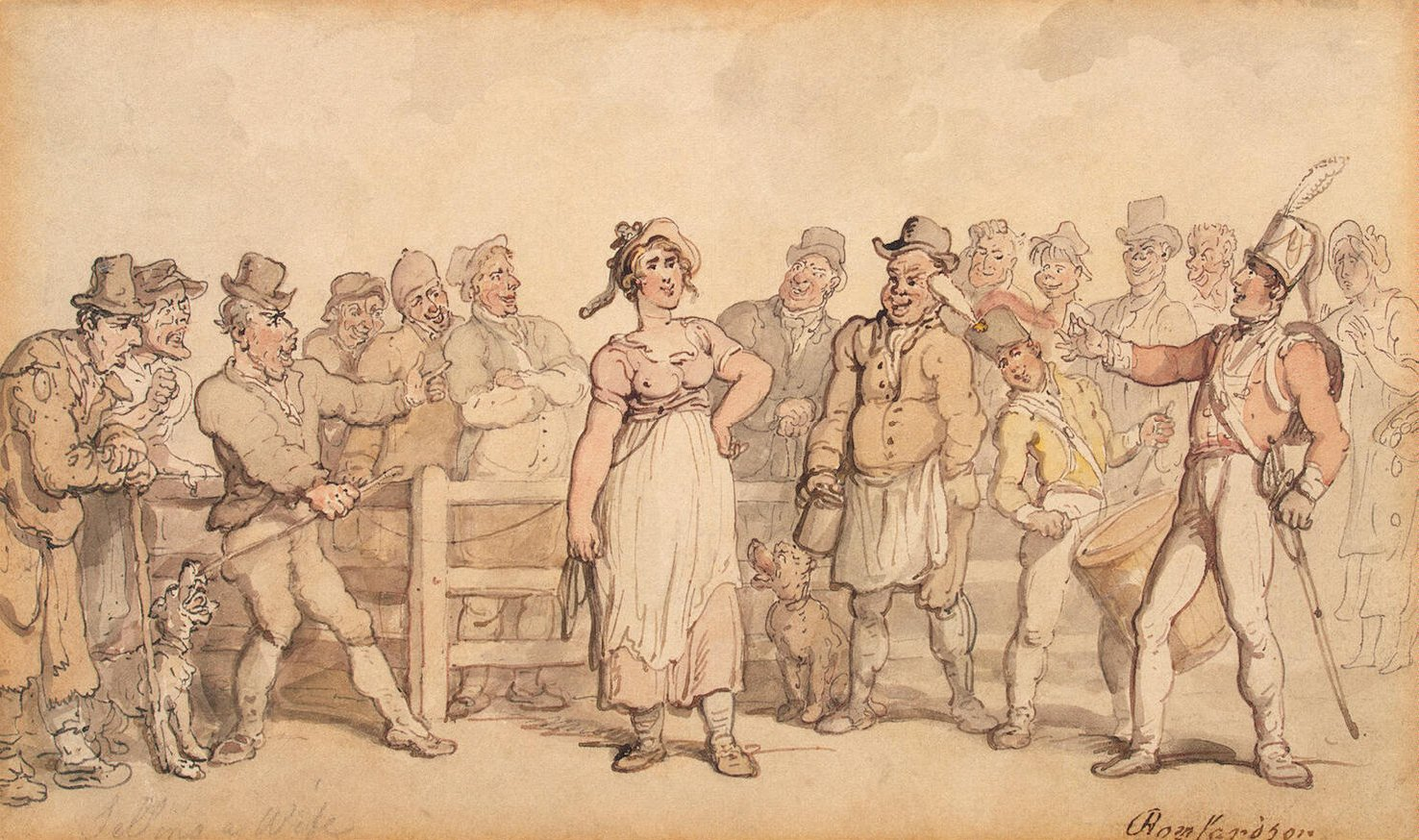
《販妻》（1812年至1814年），托馬斯·羅南森作品。這幅畫給觀眾的印象是妻子一方接受被拍賣，其笑聲暗示這是「一件和善的事」。

販妻是一種17世紀末在英格蘭開始流行的習俗，在雙方協議的前提下結束不美滿的婚姻。在當時的英格蘭，離婚被視為有錢人的專利，一般人要申請離婚並不是一件容易的事。丈夫會替妻子在脖子、手臂或腰間綁上繮繩，然後繞場一周，公開拍賣他的妻子並以價高者得。托马斯·哈代的小說《卡斯特橋市長》中一開始就講述故事的主人翁出售他的妻子，結果此事一直困擾著他，最終毀了他一生。
雖然這個習俗在法律上並沒有依據，並經常導致訴訟，從19世紀中葉起當局採取模棱兩可的曖昧態度。早在19世紀，至少有一位裁判官曾公開說過，他不相信他有權阻止別人妻子販妻；並有當地的濟貧法案件專員迫使丈夫出售其妻子，而不是在濟貧院繼續享受天倫之樂。
販妻的行為維持到20世紀初。根據法學家和歷史學家詹姆斯·布萊斯於1901年所寫的紀錄，販妻仍然偶爾在當時發生。一名婦人於1913年在利茲法院作證的時候，供稱她以1英鎊得價錢被賣給一位丈夫的工友，成為了英國本土最後一次販妻的實例。

## 法律背景
販妻在其其「最原始形式」來看似乎是一種「被研發的習俗」，大約起源於17世紀結末期，儘管早於1302年就有人「批准了他的妻子以借契被他人據有」（典妻）。隨著報紙的普及，報稱販妻的個案也就在18世紀下半葉急劇增加。20世紀作家考特尼肯·尼則形容這種習俗「根深蒂固到一個難以考究起源的地步」，但在1901年當詹姆斯·布賴斯寫到關於販妻這個問題，卻表示「沒有跡象顯示我們（英國）的法律確定販妻的行使權利」。他還指出，「雖然每個人都有聽說過出售妻子的怪現象，販妻的行為仍偶爾見於英國的低下階層」。

## 外部連結
- 討論與例子 （页面存档备份，存于）
- 紀錄案例